# 疣果叶下珠
疣果叶下珠（学名：Phyllanthus hookeri）为大戟科油柑属下的一个种。

## 扩展阅读
- 維基物種上的相關：疣果叶下珠